# Ordine dell'eroe dello Stato del Brunei
L'Ordine dell'eroe dello Stato del Brunei è un ordine cavalleresco del Brunei.

## Storia
L'ordine è stato fondato il 28 novembre 1959 per premiare gli atti di coraggio da parte dei membri delle forze armate e dei civili che agiscono a loro sostegno.

## Classi
L'ordine dispone delle seguenti classi di benemerenza che danno diritto a dei post nominali qui indicati tra parentesi:
- Membro di I classe (PSPNB)
- Membro di II classe (DHPNB)
- Membro di III classe (PNB)
- Membro di IV classe (PJB)

## Insegne
- Il nastro è rosso con due strisce verdi.